# Erich Altwein
Erich F. W. Altwein (* 22. März 1906 in Höchst am Main; † 2. Januar 1990) war ein deutscher Politiker (SPD) und ehemaliger Abgeordneter der Verfassunggebenden Landesversammlung, einem Vorläufer des Hessischen Landtags.
Erich Altwein besuchte 1912 bis 1922 die Volks-, Real- und Handelsschule sowie Kurse an der Volkshochschule in Höchst am Main. 1922 bis 1924 war er Lehrling in einem Bankinstitut und seit 1924 in kaufmännischen Berufen in mehreren deutschen Unternehmen der Großindustrie tätig. Unter anderem war er von 1947 bis 1966 Prokurist und Personalleiter der Deutschen Gold- und Silberscheideanstalt vorm. Roessler, in Frankfurt am Main.
Erich Altwein war seit 1924 Mitglied der SPD. Vom 15. Juli 1946 bis zum 30. November 1946 war er Mitglied der Verfassungberatenden Landesversammlung Groß-Hessen und vom 24. Februar 1948 bis zum 7. September 1949 Mitglied des Wirtschaftsrates des Vereinigten Wirtschaftsgebietes. Dort war er bis zum 12. Oktober 1948 Vorsitzender des Politischen Prüfungsausschusses.